# Tadeusz Konwicki
Tadeusz Konwicki est un écrivain, réalisateur et scénariste polonais, né le 22 juin 1926 à Nowa Wilejka (lt), aujourd'hui en territoire lituanien, et mort le 7 janvier 2015  à Varsovie. 

## Biographie
- Si vous ne connaissez pas le sujet, laissez ce bandeau (vous pouvez alors contacter les auteurs).
- Si vous supprimez le contenu mis en cause (vous pouvez préalablement contacter les auteurs),

argumentez précisément cette suppression dans la page de discussion
(un manque de référence n'est pas un argument ; une recherche réelle de référence doit avoir été effectuée, être formellement documentée).

### Jeunesse et études

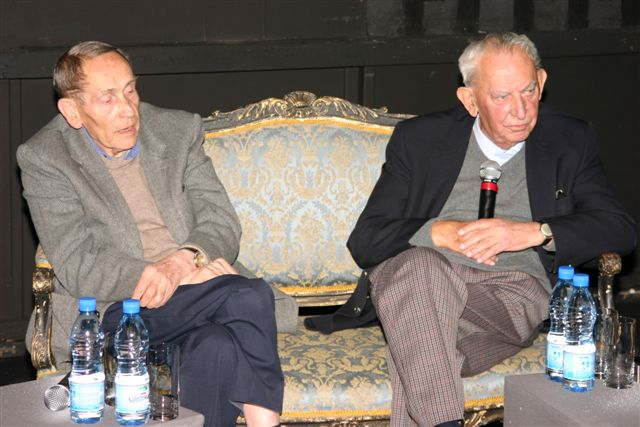
Tadeusz Konwicki (à gauche) et Gustaw Holoubek, novembre 2005

Tadeusz Konwicki s'engage au cours de la Seconde Guerre mondiale aux côtés de Armia Krajowa, ce qui est très mal vu par le pouvoir polonais après 1945. Il commence des études de lettres modernes polonaises à la faculté de Varsovie, mais il n'obtient pas le diplôme de fin d'études.

### L'écrivain
Tadeusz Konwicki se lie au Parti ouvrier unifié polonais, et ses débuts littéraires sont marqués par l'envie de rompre avec le passé. L’illusion d'un avenir meilleur avec cette formation politique disparaît après quelques années : Konwicki n’a jamais respecté parfaitement les instructions du Parti. Il appartenait à la génération de « Pryszczaci » (« Boutonneux », car le personnage pivot du groupe, Wiktor Woroszylski, avait quelques problèmes cutanés), la génération de nulle part, dont personne ne se réclame. Trop jeunes pour pouvoir se faire un fonds de commerce sur la Résistance, trop vieux pour suivre naïvement.
Ce « nulle-part » a marqué l’œuvre de Tadeusz Konwicki. À partir de 1956, il introduit dans ses romans le pays de son enfance,Kolonia Wilenska (pl), aux alentours de Vilnius. Mais ce sentimentalisme innocent est légèrement ironique : un paradis imaginaire et patriotique cache une certaine dérision. Dans les années suivantes, Konwicki devient l'un des écrivains phares du mouvement d’opposition au parti unique. 
Depuis Le Calendrier et la Clepsydre (pl) (1976), Konwicki écrit, année après année, son Journal mensonger (łże-dziennik), un cahier de notes et de ragots, où l'un des rôles principaux est tenu par Kot Iwan, le fidèle chat de l’écrivain.

### Le cinéaste
Tadeusz Konwicki est un des seuls artistes polonais de son époque à savoir faire du cinéma et de la littérature avec un succès égal. Précurseur du cinéma d'auteur (Le Dernier Jour de l'été, 1958), Konwicki a réalisé très peu de films.
Ses œuvres, originales et visionnaires, comme le film autobiographique Si loin, si près d'ici (1972) ou Sur les bords de l'Issa (1982), tiré du roman de Czesław Miłosz, prix Nobel de littérature, rendent compte de la richesse ethnique de la Pologne d’autrefois, où les Polonais, les Juifs, les Russes, les Lituaniens, les Allemands vivaient côte à côte.
Son dernier film, Lawa, le plus dramatique, rend compte d'un élément constamment présent dans l'esprit de Konwicki : l'incapacité de vivre avec après la Shoah. Dans ce film, au premier abord simple mise en scène du drame romantique polonais peut-être le plus célèbre, Les Aïeux d'Adam Mickiewicz, Tadeusz Konwicki introduit quelque chose de profondément troublant : pendant un monologue du héros, connu sous le nom de Grande Improvisation, qui s'adresse à Dieu et qui, à la fin, doute de sa bonté, le réalisateur fait apparaître les images des camps de concentration nazis. Ce dernier film de Konwicki n'a, contrairement à beaucoup de ses livres, rien d'ironique.
Tadeusz Konwicki vivait avec son public : pendant des dizaines d'années on pouvait déjeuner avec lui à Varsovie, toujours à la même heure et dans la même cantine, qui se trouve dans les sous-sols de sa maison d'édition, Czytelnik (pl).

### Vie privée
Dans les années 1950, Konwicki rencontre celle qui deviendra par la suite son épouse et avec qui il aura deux filles : Danuta Lenica, peintre et illustratrice, fille d'Alfred Lenica (pl), un peintre reconnu, et sœur de Jan Lenica, auteur de films d'animation et d'affiches.
Il meurt le 7 janvier 2015  à Varsovie.

## Écrits
- Czytadło (Roman de gare contemporain, 1997)
- Pamflet na siebie (1995)
- Zorze wieczorne (1991)
- Bohiń (Bohini, un manoir en Lituanie, 1987)
- Nowy Świat i okolice (Le Nouveau Monde, 1986)
- Rzeka podziemna, podziemne ptaki (Fleuve souterrain, oiseaux de nuit, 1984)
- Wschody i zachody księżyca (1982)
- Mała apokalipsa (La Petite Apocalypse, 1979), adapté au cinéma par Costa-Gavras (La Petite Apocalypse, 1993)
- Kompleks polski (Complexe polonais, 1977)
- Kalendarz i klepsydra (Le Calendrier et la Clepsydre, 1976, 2e édition, sans censure, en 2005)
- Kronika wypadków miłosnych (Chronique des évènements amoureux, 1974)
- Nic albo nic (1971)
- Zwierzoczłekoupiór (1969)
- Wniebowstąienie (1967)
- Sennik współczesny (1963)
- Dziura w niebie (1959)
- Z oblężonego miasta (1956)
- Władza (Le Pouvoir, 1953)
- Przy budowie (1950)

## Filmographie
Note : il ne s’agit que des films dont Konwicki est le réalisateur. La liste complète de ses contributions cinématographiques se trouve sur IMDb.

### Cinéma
- 1958 : Le Dernier Jour de l'été (Ostatni dzień lata)
- 1962 : La Toussaint (en polonais : Zaduszki)
- 1965 : Salto (Saut périlleux)
- 1967 : Jowita, d'après la nouvelle Disneyland de Stanisław Dygat (pl)
- 1972 : Si loin, si près d'ici (Jak daleko stąd, jak blisko)
- 1982 : Sur les bords de l'Issa (Dolina Issy) d'après l’œuvre homonyme de Czesław Miłosz
- 1989 : Lawa (La Lave), adaptation des Aïeux (Dziadach, 1823) d’Adam Mickiewicz

### Télévision
- 1965 : Matura (troisième volet de Augenblick des Friedens, coproduction franco-germano-polonaise sur le thème de la Seconde guerre mondiale, dont les deux autres sont Les Rideaux blancs de Georges Franju et Die weissen Vorhänge de Egon Monk)[3]